# Julius Juzeliūnas
Julius Juzeliūnas (ur. 20 lutego 1916 w Čepolė koło Žeimelis, zm. 15 czerwca 2001 w Wilnie) – litewski kompozytor.

## Życiorys
Początkowo pracował jako szewc i robotnik rolny, muzyką zainteresował się dopiero po odbyciu służby wojskowej, w 1939 roku podejmując naukę w średniej szkole ogólnokształcącej dla dorosłych oraz naukę gry na organach i altówce w szkole muzycznej w Szawlach. W latach 1944–1948 uczył się kompozycji w konserwatorium w Kownie u Juliusa Gaidelisa. Od 1949 do 1952 roku odbył studia aspiranckie w Konserwatorium Leningradzkim w klasie kompozycji Wiktora Wołoszyna. W 1952 roku objął klasę kompozycji w konserwatorium w Wilnie. W 1954 roku uzyskał stopień doktora na podstawie pracy o wykorzystaniu ludowej pieśni litewskiej w twórczości symfonicznej współczesnych kompozytorów litewskich, w 1972 roku obronił habilitację. Do jego uczniów należeli Romuald Twardowski, Antanas Rekašius, Feliksas Bajoras, Mindaugas Urbaitis i Onutė Narbutaitė.
Odznaczony został Orderem Lenina (1954) oraz Krzyżem Oficerskim Orderu Wielkiego Księcia Giedymina (1996).

## Twórczość
Początkowo pozostawał pod wpływem stylistyki neoromantycznej, później podporządkował się wymogom obowiązującego socrealizmu. Na początku lat 60. XX wieku skoncentrował się na problemie stworzenia nowej harmoniki, opartej na wzorcach zaczerpniętych z litewskiego folkloru muzycznego. W pracy Akordo sandaros klausimu (wyd. Kowno 1972) przedstawił własny teoretyczny system skalowo-harmoniczny, oparty na ludowych formach wielogłosowości i właściwościach strukturalnych melosu ludowego. Jego konkretne zastosowania ulegały ewolucji od akordów nietercjowych, przez kilkudźwiękowe modele melodyczne, aż po pełną skalę dwunastodźwiękową. 

## Wybrane kompozycje
(na podstawie materiałów źródłowych)

### Utwory orkiestrowe
- 6 symfonii (I 1948, II 1949–1951, III „Žmogaus lyra” na baryton, chór mieszany i orkiestrę 1965, IV 1971–1981, V 1974, VI „Lygumų giesmės” na chór żeński i orkiestrę smyczkową 1982)
- Herojinė poema (1949)
- Poemat koncertowy na orkiestrę smyczkową (1961)
- suita Afrikietiški eskizai (1962)
- poemat symfoniczny Passacaglia (1962)
- Koncert na organy, skrzypce i orkiestrę smyczkową (1963)
- Concerto grosso na smyczki, kwintet dęty i fortepian (1966)
- Dionysia (1992)

### Utwory kameralne
- 4 kwartety smyczkowe (I 1962, II 1966, III 1969, IV „Raga a quattro” 1980)
- 2 sonaty fortepianowe (1947)
- Sonata na obój i klarnet (1971)
- Sonata na skrzypce i fortepian (1972)
- Sonata na róg (1975)
- Sonata na skrzypce i wiolonczelę (1977)
- Dyptyk, Passacaglia i Toccata na organy i skrzypce (1981)
- Ragamalika na kwintet dęty (1982)
- Symfonia na organy (1984)
- Koncert na klarnet i kwartet smyczkowy (1985)
- kwartet Flobo-Clavio na flet, obój, klawesyn i wiolonczelę (1987)
- Kaleidophony No. 1 na flet, klarnet basowy i fortepian (1992)
- Kaleidophony No. 2 na fortepian (1994)

### Utwory wokalno-instrumentalne
- Koncert na tenora i orkiestrę symfoniczną (1955)
- kantata Pelenųlopšine na mezzosopran, chór mieszany i orkiestrę (1963)
- 8 sutartinės na głos i fortepian lub zespół instrumentów ludowych (1969)
- sonata Melika na sopran i organy (1973)
- symfonia-oratorium Cantus magnificat na mezzosopran, bas, 2 chóry, organy i orkiestrę symfoniczną (1979)
- kantata Gėlių kalbėjimas na sopran i kwartet smyczkowy lub organy (1985)

### Opery
- Sukilėliai (1957)
- Žaidimas (1968)

### Balety
- Nad brzegiem morza[5] (lit. Ant mariųkranto) (1958)
- Andromeda (1982)
- Lokis (1997)